# Adélaïde de Misnie
Adélaïde de Misnie (tchèque : Adléta, allemand : Adelheid; vers 1160 – 2 février 1211) fut reine consort de Bohême et la première épouse d'Ottokar Ier de Bohême.

## Union
Adélaïde naît vers 1160 elle est la fille d'Othon II de Misnie et de son épouse Hedwige de Brandebourg de la maison d'Ascanie. Elle rencontre son futur époux dans la décennie 1170 alors que ce dernier est en exil. Il semble qu'il se marie vers 1178 peu avant la naissance de leur premier enfant un fils à qui on attribue le nom dynastique de Vratislav.
Peu après le couple retourne dans en Bohême où Frédéric Ier de Bohême le frère aîné d'Ottokar vient d'accéder au pouvoir. Ottokar devient l'un des capitaines de son armée. En 1192 Ottokar réussit à son tour à devenir duc mais en 1193 il est déposé et doit quitter la Bohême avec sa famille. Adélaïde se réfugie chez son frère le margrave Thierry Ier l'Exilé pendant qu'Ottokar devient un capitaine de mercenaires pour le compte de divers ducs allemands. À cette époque le couple se sépare et Ottokar décide de résoudre ce problème d'une manière étrangère à tous les principes dynastiques.

## Un souverain bigame
À la fin de 1197 à la suite d'un accord passé avec son frère cadet Vladislav III de Bohême, Ottokar devient duc pour la seconde fois. Il répudie alors son épouse et renie son fils devenu adulte. Ottokar est âgé d'au moins 40 ans à cette époque il prend ainsi le risque de se priver d'héritier. Adélaïde et ses filles demeurent à Meissen, pendant que Vratislav devient à son tour un capitaine de  mercenaires en Allemagne et en Italie.
En 1199, Ottokar Ier reconnu roi l'année précédente 1198 obtient de l'évêque de Prague Milico Daniel II, complaisant, qu'il annule son mariage avec Adélaïde, sous prétexte de consanguinité. Les époux  sont en effet tous deux descendants de Henri de Schweinfurt et de Mieszko II de Pologne et se trouvent donc cousins au 5e degré. Ottokar épouse la même année  Constance de Hongrie sœur du roi Imre de Hongrie, qui est elle-même sa cousine au 4e degré. L'épouse délaissée fait appel à la curie romaine contre la décision de l'évêque et l'affaire menace de se retourner contre Ottokar comme ce fut le cas pour Philippe II de France que le pape Innocent III avait traité sans indulgence dans des circonstances semblables. Thierry Ier l'Exilé margrave de Misnie et frère d’Adélaïde et le duc de Saxe interviennent auprès de Philippe de Souabe pour qu'il oppose à Ottokar Ier en Bohême son parent Děpold III duc de Chrudim un descendant de Vladislav Ier de Bohême.
Toutefois le souverain pontife se contente d'exiger le ralliement d'Ottokar Ier à son candidat Guelfe au trône d'Allemagne Othon IV et qu'il reçoive de lui son titre royal, il refuse néanmoins de promouvoir Prague au rang d'archevêché. Adelaïde ne renonce pas à ses droits. En 1205 elle revient à Prague quand Ottokar Ier décide d'unir leur fille aînée Marguerite de Bohême dite Dagmar avec le roi Valdemar II de Danemark. Cependant, Constance de Hongrie donne naissance la même année à un fils le futur roi Venceslas.  Adélaïde et ses deux autres filles quittent alors définitivement la  Bohême. Le pape décide finalement que la rupture de leur union est légale en 1211 quand il excommunie Othon IV ce qui permet le ralliement d'Ottokar Ier à Frédéric d'Hohenstaufen. Adélaïde tente encore de résister mais abandonne le combat et meurt la même année à Meissen.

## Postérité
Adelaïde de Misnie et Ottokar Ier ont quatre enfants :
- Vratislav (mort avant 1225) ;
- Marguerite/Dagmar (morte le 24 mai 1212), épouse le roi Valdemar II de Danemark ;
- Božislava (morte un 6 février avant  1238), épouse le compte  Henri Ier d'Ortenberg ;
- Hedwig, nonne à Gernrode.

## Sources
- Notices d'autorité :   - VIAF
  - ISNI
  - GND
  - Tchéquie
- Francis Dvornik, Les Slaves histoire, civilisation de l'Antiquité aux débuts de l'Époque contemporaine, Éditions du Seuil, Paris, 1970.
- Jörg K.Hoensch, Histoire de la Bohême, Éditions Payot, Paris, 1995  (ISBN 2-228-88922-9).
- Pavel Belina, Petr Cornej et Jiri Pokorny, Histoire des Pays tchèques, Points Histoire U 191, Éditions du Seuil, Paris, 1995  (ISBN 2-02-020810-5).